# 페이토

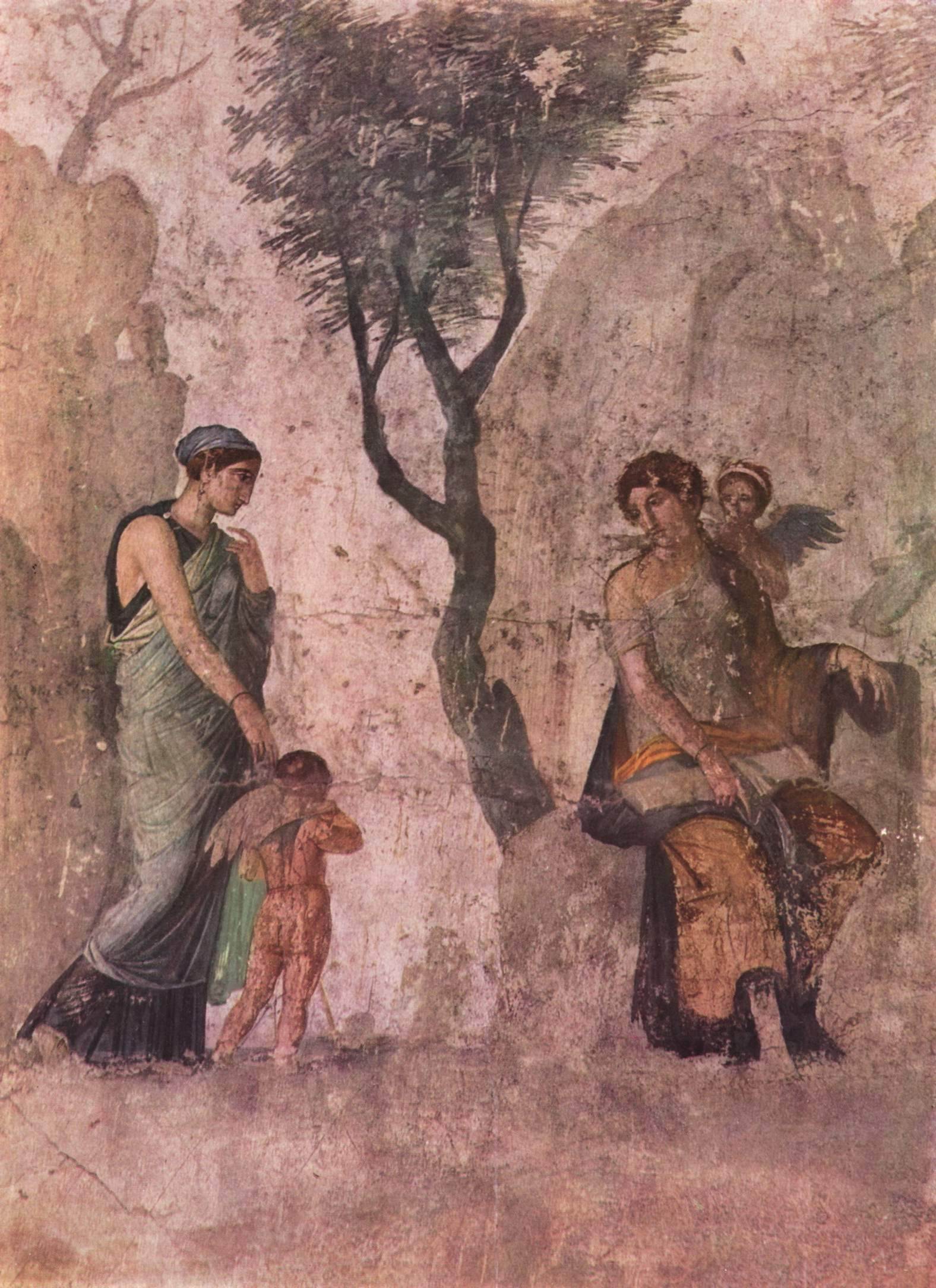

페이토(그리스어: Πειθώ)는 그리스 신화에 나오는 설득의 여신이다. 고대 그리스어로 페이토(Πειθώ)는 "납득시키다."라는 뜻으로, 고대 그리스에서 연설이 중요한 위치를 차지함에 따라 함께 신격화되었다.